# Uusimaa de l'Est
Uusimaa de l'Est (Östra Nyland en suec) és una antiga regió (maakunta/landskap) de Finlàndia compresa a l'antiga província de Finlàndia del Sud. La ciutat més important d'aquesta regió és Porvoo. El 2011 aquesta regió fou suprimida i annexada a la regió d'Uusimaa.

## Municipis
La regió d'Uusimaa de l'Est estava dividida en 7 municipis i en negreta hi ha les ciutats.
| Subregió de Porvoo: - Askola - Myrskylä (Mörskom) - Pukkila (Buckila) - Porvoo (Borgå) - Sipoo (Sibbo) | Subregió de Loviisa: - Lapinjärvi (Lappträsk) - Loviisa (Lovisa) |